# Eternal now
「Eternal now」（エターナル ナウ）は、松下優也の15枚目のシングル、4枚目の配信シングル。2014年9月27日に発売。

iTunes Store、レコチョク、Amazon MP3,オリコンミュージックストア,Tapnowにて配信。

## 収録曲
1. Eternal now
  - 作詞：U　作曲：CAMEL 編曲：Calros.K
2. All My Love (LIVE)
  - 作詞：U　作曲：KENGO　編曲：Carlos K.
3. Helpless (LIVE)
  - 作詞・作曲・編曲：Yuuki Odagiri

| スタブアイコン | サブスタブ | この項目は、まだ閲覧者の調べものの参照としては役立たない、シングルに関連した書きかけの項目です。この項目を加筆・訂正などしてくださる協力者を求めています（P:音楽/PJ:楽曲）。 |